# Maryla Rodowicz
Maryla Rodowicz, właśc. Maria Antonina Rodowicz (ur. 8 grudnia 1945 w Zielonej Górze) – polska piosenkarka, gitarzystka, osobowość medialna i okazjonalnie aktorka. Uznawana za jedną z najpopularniejszych piosenkarek w historii polskiej muzyki rozrywkowej i największą gwiazdę polskiego show-biznesu.
W młodości lekkoatletka. Zdobywczyni brązowego medalu w biegu na 80 m przez płotki na Mistrzostwach Polski Młodzików 1959 i złotego medalu w sztafecie 4 × 100 m na Mistrzostwach Polski Młodzików 1962. W tym samym roku wzięła udział w eliminacjach do I Festiwalu Młodych Talentów w Szczecinie. Profesjonalną karierę muzyczną rozpoczęła w 1967 startem na Festiwalu Piosenki i Piosenkarzy Studenckich w Krakowie oraz zrealizowaniem nagrań w Radiowym Studiu Piosenki Polskiego Radia. Fonograficznie zadebiutowała w 1970 albumem studyjnym pt. Żyj mój świecie. Od tamtej pory wydała ponad 20 polskojęzycznych płyt oraz po jednym albumie z repertuarem w języku angielskim, czeskim, niemieckim i rosyjskim. Za sprzedaż albumów w Polsce uzyskała pięć platynowych płyt i trzy złote. Uczestniczyła w wielu festiwalach muzycznych, m.in. Krajowym Festiwalu Piosenki Polskiej w Opolu i festiwalu sopockim, a także koncertowała po Europie, Ameryce i Azji oraz Australii.
Ze względu na swój dorobek (ma w repertuarze ok. 2 tys. piosenek) i wkład w rozwój krajowej popkultury często nazywana jest „królową polskiej piosenki”. Ma w repertuarze wiele przebojów, m.in.: „Ballada wagonowa”, „Jadą wozy kolorowe”, „Małgośka”, „Futbol, futbol, futbol”, „Damą być”, „Dziś prawdziwych Cyganów już nie ma”, „Sing-Sing”, „Kolorowe jarmarki”, „Remedium”, „Wielka woda”, „Wariatka tańczy”, „Szparka sekretarka”, „Niech żyje bal”, „Rozmowa przez ocean”, „Polska Madonna”, „To już było”, „Łatwopalni” czy „Wszyscy chcą kochać”. Laureatka wielu nagród muzycznych i odznaczeń, m.in. Złotego Krzyża Zasługi, Krzyża Kawalerskiego i Krzyża Komandorskiego Orderu Odrodzenia Polski i Złotego Medalu „Zasłużony Kulturze Gloria Artis”.
Zagrała w kilku filmach i serialach telewizyjnych, użyczyła głosu jednej z postaci filmu animowanego Prawdziwa historia Kota w Butach i serialu animowanego SpongeBob Kanciastoporty, była jurorką w programie rozrywkowym Gwiezdny cyrk i trzykrotnie w finale krajowych eliminacji do Konkursu Piosenki Eurowizji oraz trenerką w programie The Voice Senior.

## Rodzina i edukacja
Urodziła się 8 grudnia 1945 w Zielonej Górze. Jest córką Wiktora Rodowicza (1907–?) i jego żony Janiny z domu Szymkowskiej (1924–2017). Ojciec Maryli skończył dwa fakultety – entomologię i prawo, pracował na Uniwersytecie im. Stefana Batorego (zob. wysiedlenie Polaków z Kresów Wschodnich w latach 1944–1946), a po wojnie prowadził własną księgarnię w Zielonej Górze. Matka Maryli pochodziła z rodziny związanej z teatrem, była plastykiem-dekoratorem i śpiewała w chórze spółdzielczym we Włocławku. Rodzina Maryli w większości pochodzi z Wilna, a wielu jej przodków pochowanych jest na tamtejszym cmentarzu Bernardyńskim. Jej dziadkowie prowadzili aptekę „Pod Łabędziem” koło Ostrej Bramy, a babka śpiewała w chórze katedralnym w kościele Świętego Ducha w Wilnie. Ze strony ojca artystka ma pochodzenie rosyjskie i żmudzińskie, a przez babkę była spokrewniona z Czesławem Niemenem. W 1948 ojciec Maryli trafił do więzienia za wileńską działalność polityczną, a w 1956 objęła go amnestia. Maryla po aresztowaniu ojca przeprowadziła się z matką i starszym o dwa lata bratem Jerzym do Włocławka. Po rozwodzie rodziców (do którego doszło po wyjściu Rodowicza z więzienia) pozostała z matką, a opiekę nad synem powierzono ojcu, który zamieszkał w Bydgoszczy.
W dzieciństwie chodziła do przedszkola prowadzonego przez siostry zakonne. Od ósmego roku życia nie ma bliskich związków z Kościołem. Podczas bierzmowania przyjęła imię Teresa. W 1956 ukończyła podstawową szkołę muzyczną w klasie skrzypiec. Jako dziecko śpiewała i tańczyła w zespole dziecięcym we Włocławku oraz uczęszczała na zajęcia baletowe. W czasach licealnych zaczęła grać na gitarze, czego nauczył ją szkolny kolega. W 1961, będąc uczennicą dziewiątej klasy, zaczęła występować w szkolnym zespole estradowym.
Jest absolwentką I Liceum Ogólnokształcącego im. Ziemi Kujawskiej we Włocławku. W 1965 bez powodzenia zdawała na studia w Akademii Sztuk Pięknych. W 1966, opuściwszy rok akademicki w wyniku doznanej kontuzji, odrzuciła ofertę rozpoczęcia nauki w PWST w Warszawie. W tym okresie przez dwa lata pracowała jako inwentaryzatorka w PSS „Społem”. Uczyła się na Akademii Wychowania Fizycznego w Warszawie na specjalizacji żeglarstwo i gimnastyka lecznicza, na której przygotowała pracę dyplomową pt. „Próba oceny światopoglądu młodzieży w szkole przyzakładowej Warszawa”; studiów jednak nie ukończyła z powodu niezdania wszystkich egzaminów. W trakcie studiów dorabiała, myjąc okna na wysokości.

## Kariera sportowa
W młodości czynnie uprawiała lekkoatletykę – trenowała skok w dal, sprint i biegi płotkarskie, a także narciarstwo. Trenowała m.in. we Włocławskim Klubie Sportowym „Kujawiak”. W 1959 zdobyła brązowy medal w biegu na 80 metrów przez płotki na mistrzostwach Polski młodzików. Na początku lat 60. została mistrzynią Polski Północnej w biegu przez płotki podczas zawodów w Olsztynie. W 1962 zajęła pierwsze miejsce w sztafecie 4 × 100 metrów na Lekkoatletycznych Mistrzostwach Polski Młodzików w Olsztynie. W 1966 doznała kontuzji (zwichnięcie stawu barkowego), wskutek której musiała przerwać treningi oraz rozpocząć kilkumiesięczną rehabilitację.
W latach 60. została członkiem akademickiego „Yacht Klubu”, który działał w Katowicach. W dorosłym życiu rozpoczęła amatorskie treningi gry w tenisa.

## Kariera zawodowa

### Lata 60.
W 1962 wzięła udział w eliminacjach do I Festiwalu Młodych Talentów w Szczecinie i choć została zakwalifikowana do finału, to w nim nie wystąpiła, bo termin koncertu zbiegł się z Lekkoatletycznymi Mistrzostwami Polski Młodzików, w których uczestniczyła. W 1963 wystąpiła z piosenką „Alu, Alu” w finale 2. Festiwalu Młodych Talentów w Szczecinie, jednak nie zakwalifikowała się do pierwszego „dziesiątki”. W 1965 została wokalistką w bigbitowym zespole Szejtany, który działał w studenckim klubie „Relaks”. Z formacją zdobyła pierwsze miejsce na warszawskim przeglądzie zespołów bigbeatowych w klubie „Finka”. Po dwóch latach współpracy w 1967 odeszła z zespołu.
Latem 1966 związała się ze studenckim kabaretem Gag, który działał pod przewodnictwem kompozytora Jerzego Andrzeja Marka i poety Adama Kreczmara. W tym samym roku wystąpiła na Przeglądzie Piosenki Studenckiej w Lublinie i zdobyła główną nagrodę na Giełdzie Piosenki w Częstochowie za wykonanie piosenki „Jak cię miły zatrzymać” (którą następnie nagrała Teresa Tutinas). Pod koniec listopada za piosenki „Jak cię miły zatrzymać” i „Pytania” – wykonane do akompaniamentu pianistki Aliny Piechowskiej – otrzymała pierwszą nagrodę na 6. Studenckim Festiwalu Piosenki w Krakowie. Dzięki występowi na festiwalu, który był transmitowany w telewizji, zyskała rozpoznawalność w Polsce. Po festiwalu w ramach nagrody wyleciała do Wielkiej Brytanii, gdzie odbyła dwutygodniową trasę koncertową z chórem Politechniki Szczecińskiej. W tym samym roku rozpoczęła współpracę m.in. z Wojciechem Młynarskim, Janem Borkowskim i Piotrem Kaczkowskim, dzięki którym zaczęła gościć na antenie Programu III Polskiego Radia. Na początku 1968 premierę miał film pt. Kulig, w którym zaśpiewała trzy piosenki Adama Sławińskiego, m.in. „Jeszcze zima” i „Zakopane”. Również w 1968 wystąpiła z – zainspirowanymi amerykańskim folkiem – utworami „Zabierz moje sukienki” i „Co ludzie powiedzą” w koncercie „Debiutów” na 6. Krajowym Festiwalu Piosenki Polskiej w Opolu, poza tym dokonała pierwszych nagrań dla Radiowego Studia Piosenki Program III Polskiego Radia oraz wystąpiła na Międzynarodowym Festiwalu Piosenki w Bratysławie i na Festiwalu „Złotego Klucza” w Karlowych Warach. Od listopada 1968 na koncertach zaczął towarzyszyć jej zespół „Maryla Rodowicz i Jej Gitarzyści”, w którym grali Grzegorz Pietrzyk i Tomasz Myśków.
W czerwcu 1969 występowała na 7. KFPP w Opolu, na którym odebrała nagrodę Przewodniczącego Towarzystwa Przyjaciół Opola za wykonanie piosenki „Mówiły mu” podczas koncertu „Maraton kabaretowy” i uczestniczyła z utworem „Za duże buty” w konkursie „Premier”. W sierpniu wystąpiła z utworem „Mówiły mu” na 9. Międzynarodowym Festiwalu Piosenki w Sopocie. Następnie, na zaproszenie producenta płytowego Roberta Kingstona, wyjechała do Londynu, by nagrać piosenki „Mówiły mu” i „Zakopane” w wersji anglojęzycznej (jako „Love Doesn’t Grow on Trees” i „Empty Spaces”); do nagrań jednak nie doszło, bo Kingston zerwał kontrakt po nagłej odmowie przyjazdu Rodowicz do Londynu. Artystka jeszcze w tym samym roku zagrała kilka koncertów na Festiwalu FAMA w Świnoujściu oraz wystąpiła z utworami „Żyj mój świecie”, „Za duże buty” i „Ech darogi” na 3. Międzynarodowym Festiwalu Piosenki Politycznej w Soczi, na którym zajęła piąte miejsce i zdobyła nagrodę dziennikarzy. W tym okresie, za sprawą swojego ówczesnego narzeczonego Františka Janečka, pojawiała się w czechosłowackiej prasie i telewizji oraz zaczęła grać koncerty w Czechosłowacji. W tym samym roku otrzymała statuetkę Srebrnego Gwoździa Sezonu Plebiscytu Popularności Czytelników „Kuriera Polskiego” i statuetkę „Złotej Kotwicy” w kategorii wokalistka oraz została wyróżniona tytułami: piosenkarki roku w plebiscycie rozgłośni radiowych, solistki roku w plebiscycie radiowej Listy Przebojów i najpopularniejszej piosenkarki w kraju w plebiscycie „Złote dziesiątki Musicoramy”.

### Lata 70.
Na początku 1970 wydała swój debiutancki album studyjny pt. Żyj mój świecie, za którego sprzedaż w ponad 170 tys. egzemplarzy odebrała status złotej płyty w Polsce. W czerwcu zdobyła nagrodę Telewizji Polskiej za wykonanie utworu „Jadą wozy kolorowe” na 8. KFPP w Opolu. W lipcu wystąpiła z utworem „To było w maju...” na Festiwalu Piosenki Żołnierskiej w Kołobrzegu oraz uczestniczyła w koncercie „Pop 70” w ramach festiwalu w Palermo. W sierpniu zajęła trzecie miejsce z utworem „Jadą wozy kolorowe” w finale 10. Międzynarodowego Festiwalu Piosenki w Sopocie. We wrześniu zagrała koncerty w Czechosłowacji, początkowo jako support zespołu The Rebels, a następnie jako artystka solowa. Nagrała też dwa single na czechosłowacki rynek muzyczny: „Podivín” i „Kolibaj się, kolibaj”, będące czeskojęzycznymi wersjami piosenek: „Let It Be” zespołu The Beatles i jej „Ballady wagonowej”. Również w 1970 wystąpiła na międzynarodowym festiwalu piosenki w Varadero, na którym wykonała m.in. anglojęzyczną wersję „Ballady wagonowej”. W czerwcu 1971 za wykonanie piosenki „Z tobą w górach” otrzymała nagrodę główną Prezydium Wojewódzkiej Rady Narodowej na 9. KFPP w Opolu. Dzień przed występem została porzucona przez narzeczonego, co miało źle wpłynąć na jej formę fizyczną i psychiczną. W tym samym roku wykonała utwór „Powołanie” na 5. Festiwalu Piosenki Żołnierskiej w Zielonej Górze. Poza tym wydała album pt. Wyznanie i zagrała swoją pierwszą trasę koncertową po ZSRR i zagrała kolejne koncerty w Czechosłowacji. W 1972 wystąpiła na 10. KFPP w Opolu i wydała album pt. Maryla Rodoviczová na rynku czechosłowackim.
Na początku 1973, reprezentując Polskę ze Zdzisławą Sośnicką i Andrzejem Dąbrowskim, zajęła drugie miejsce na festiwalu „Puchar Europy” w Gmunden. W tym samym roku wystąpiła na Międzynarodowym Festiwalu „Bratysławska Lira” w Bratysławie i Festiwalu „Złoty Orfeusz” w Słonecznym Brzegu. 20 czerwca 1973 otrzymała wyróżnienie za piosenkę „Diabeł i raj” w koncercie „Premier” na 11. KFPP w Opolu. Następnie otrzymała Grand Prix du Disque i nagrodę publiczności na 13. Międzynarodowym Festiwalu Piosenki w Sopocie, na którym zaśpiewała utwory: „A gdzie to siódme morze”, „Diabeł i raj” oraz „Małgośka”. Również w 1973 wydała album, zatytułowany po prostu Maryla Rodowicz, i pierwsze single na rynek niemiecki. Poza tym zagrała koncerty w NRD, a w trakcie pobytu w kraju wystąpiła w koncercie telewizyjnym m.in. z Tadeuszem Woźniakiem i zespołem Alibabki. W tym samym roku nawiązała współpracę z kompozytorem Jackiem Mikułą, wystąpiła na festiwalu „L’Humanite” w Paryżu i wystąpiła (z Urszulą Sipińską) w filmie telewizyjnym Nareszcie razem, a także została zgłoszona (ze Stanem Borysem) na polską kandydatkę do udziału w Międzynarodowych Targach Płytowych 1974 w Cannes. Jej menedżerem był wówczas Andrzej Smereka. Pod koniec 1973 wyruszyła w ogólnopolską trasę koncertową pt. „Muzykorama”.
W 1974 otrzymała wyróżnienie za piosenkę „Urodzajny rok” wykonaną podczas koncertu „Rock przez cały rok” w ramach 12. KFPP w Opolu. Festiwalową piosenkę nagrała na potrzeby udziału w imprezie dożynkowej, jednak nie dojechała na występ z powodu kontuzji doznanej w wypadku samochodowym. Również w 1974 wydała trzeci polskojęzyczny album studyjny pt. Rok, który promowała m.in. singlem „Kiedy się dziwić przestanę” autorstwa Czesława Niemena i Jonasza Kofty. Poza tym zaśpiewała piosenkę-hymn „Futbol” podczas ceremonii otwarcia Mistrzostw Świata w Piłce Nożnej w Monachium; po latach stwierdziła, że „wstydzi się” nagrania tego utworu i określiła go mianem „bardzo złego”. Również w 1974 została uhonorowana Złotym Krzyżem Zasługi. W maju 1975 wystąpiła premierowo w oratorium Katarzyny Gärtner i Ernesta Brylla Zagrajcie nam dzisiaj wszystkie srebrne dzwony. W czerwcu wystąpiła na 13. KFPP w Opolu, na którym m.in. wykonała „Pieśń ocalenia” w duecie z Czesławem Niemenem w koncercie „Premier” oraz utwór „Wrócą chłopcy z wojny” w duecie z Danielem Olbrychskim w koncercie „Mikrofon i ekran”.
W 1976 wystąpiła na 14. KFPP w Opolu i na Międzynarodowym Festiwalu Piosenki w Sopocie oraz uczestniczyła w Międzynarodowym Festiwalu Piosenki w Stambule, gdzie zaśpiewała utwór „Nie ma jak pompa”. W tym samym roku wydała też album pt. Sing-Sing, zagrała koncerty w NRD i wzięła udział w dwudziestu programach telewizyjnych, m.in. Maryla 2000 nagranym w Sali Kongresowej. W 1977 otrzymała nagrodę za wykonanie piosenki „Krąży, krąży złoty pieniądz” w koncercie „PasTele” na 15. KFPP w Opolu, zdobyła nagrodę publiczności na 1. Międzynarodowym Festiwalu Interwizji w Sopocie, na którym zaśpiewała piosenki „Nie ma jak pompa” i „Kolorowe jarmarki”, zagrała postać Hildy w spektaklu Marka Grechuty i Jana Kantego Pawluśkiewicza Szalona lokomotywa (reż. Krzysztof Jasiński) w Teatrze STU w Krakowie, zagrała epizodyczną rolę w filmie Hak (1974) oraz odbyła trasę koncertową po USA i Kanadzie.
W czerwcu 1978 za utwór „Remedium” otrzymała pierwszą nagrodę na 16. KFPP w Opolu. W tym samym roku uczestniczyła w telewizyjnym filmie muzycznym Dziewczyna z zapałkami, a także zagrała koncerty w Bułgarii, USA i Kanadzie. Poza tym wzięła udział w Festiwalu Młodzieży i Studentów w Hawanie (gdzie spotkała się z Fidelem Castro), wystąpiła jako gość specjalny na 18. Międzynarodowym Festiwalu Piosenki w Sopocie (zaśpiewała przebój „Remedium” i utwór „Laska niebieska” w duecie z Heleną Vondráčkovą) oraz wydała album pt. Wsiąść do pociągu. W 1979 odbyła trasę koncertową na Węgrzech, wystąpiła z utworem „Konie” na Festiwalu Piosenki Radzieckiej w Zielonej Górze, wzięła udział w 17. KFPP w Opolu, została uhonorowana Krzyżem Kawalerskim Orderu Odrodzenia Polski i wydała album studyjny pt. Cyrk nocą, za którego wysoką sprzedaż uzyskała certyfikat złotej płyty w Polsce.

### Lata 80.
Na początku lat 80. zdobyła trzecią nagrodę na Festiwalu Muzyki Country „Tulsa International Mayfest” w Tulsa w Oklahomie (zaśpiewała tam kilka folkowych piosenek po polsku i kilka amerykańskich standardów muzyki country) oraz zajęła trzecie miejsce na Festiwalu Muzyki Country w Independent w stanie Kansa, na którym wystąpiła z trio wokalnym „Gang Marcela”. Zagrała też serię koncertów dla amerykańskiej Polonii w Chicago. Poza tym uczestniczyła w cyklu programów telewizyjnych z piosenkami dla dzieci pt. Spotkanie dobrych znajomych. W czerwcu miała wziąć udział z piosenką „Hej żeglujże, żeglarzu” w koncercie „Premier” podczas 18. KFPP w Opolu, jednak – jak doniosła organizatorom Krystyna Prońko – utwór łamał regulamin konkursu (ponieważ został wyemitowany publicznie w radiu przed rozegraniem festiwalu [na antenie Trójki]), dlatego wykonała go poza konkursem. Za inny utwór, „Leżę pod gruszą”, zdobyła trzecią nagrodę na opolskim festiwalu. W tym samym roku koncertowała w ZSRR oraz klubach Chicago i Nowego Jorku. W tym okresie jej menedżerem został Ryszard Kozicz.
W 1981 wystąpiła na koncercie „Premier” na 19. KFPP w Opolu i wydała longplay pt. Święty spokój, a także zagrała serię koncertów w klubie polonijnym „Polonez” na Florydzie. W 1982 założyła zespół Różowe Czuby, który był żartobliwą próbą nawiązania do stylu punk; po wprowadzeniu stanu wojennego zakazano emisji piosenki „Dentysta sadysta” z repertuaru zespołu. W 1983 ponownie koncertowała po ZSRR i w Chicago, a także wystąpiła na 20. KFPP w Opolu, który odbył się po roku przerwy spowodowanej stanem wojennym, a także wydała album, zatytułowany po prostu Maryla Rodowicz. W 1984 wystąpiła na 21. Międzynarodowym Festiwalu Piosenki w Sopocie oraz na Festiwalu Młodzieży i Studentów w Moskwie, na festiwalu The World Song Festival in America w Los Angeles (na którym reprezentowała Polskę z utworem „Niech żyje bal”) i podczas koncertu z okazji 30-lecia rewolucji kubańskiej w Hawanie (na którym zaśpiewała piosenkę „Un unicorño”). Odbyła też kolejną trasę koncertową po ZSRR i klubach polonijnych w USA.
W 1985 otrzymała nagrodę dziennikarzy za utwór „Niech żyje bal” podczas koncertu „Przebojów” na 22. KFPP w Opolu, a na festiwalu wykonała również piosenkę „Adios pomidory” w duecie z Andrzejem Rosiewiczem. W tym samym roku wydała longplay pt. Był sobie król. W 1986 wystąpiła na festiwalu Polish Extravaganza w klubie Studio 54 w Nowym Jorku, na 23. KFPP w Opolu, na Festiwalu Muzyki Country w Mrągowie i na 22. Festiwalu Piosenki Radzieckiej w Zielonej Górze. W tym samym roku odbyła trasę koncertową po ZSRR, a także została uhonorowana Dyplomem Ministra Spraw Zagranicznych za „wybitne zasługi w upowszechnianiu kultury polskiej za granicą” oraz wydała longplay pt. Gejsza nocy. W 1987 za utwór „Polska Madonna” zdobyła nagrodę dziennikarzy na 24. KFPP w Opolu. W tym samym roku wydała longplay, również zatytułowany Polska Madonna, a także zagrała 10 koncertów w Australii i wystąpiła w radzieckim filmie telewizyjnym Czerwcowa fotografia. W 1988 zagrała Linellę Carmello de Bazar w filmie Pan Kleks w kosmosie oraz wystąpiła na 25. KFPP w Opolu i na 1. Wszechzwiązkowym Festiwalu Piosenki Polskiej w Witebsku. Na przełomie 1988 i 1989 zagrała koncerty w Jerozolimie i Tel Awiwie. W 1989 wystąpiła na Międzynarodowym Festiwalu Radiowym w San Remo i na międzynarodowym festiwalu w Szanghaju, a także zaśpiewała podczas koncertu Polska wita Miss Świata dla Anety Kręglickiej po powrocie z wygranych przez nią wyborów Miss World 1989.

### Lata 90.
W 1990 wydała longplay pt. Absolutnie nic, który był jej jedenastym albumem na polskim rynku, a także wystąpiła na 27. KFPP w Opolu. W 1991 wydała pierwszą w swojej dyskografii płytę kompaktową pt. Full, na której umieściła nowe aranżacje swoich największych przebojów. W tym samym roku zagrała Dorotę w spektaklu Krakowiacy i górale w Operze Wrocławskiej. W 1992 koncertowała w Kanadzie i Szwajcarii, a także uczestniczyła w międzynarodowym Pikniku Muzyki Country w Sopocie, otrzymała Grand Prix za całokształt twórczości na 30. KFPP w Opolu oraz zdobyła Bursztynowy Laur i Bursztynowego Słowika za twórczość estradową na 29. Międzynarodowym Festiwalu Piosenki w Sopocie.

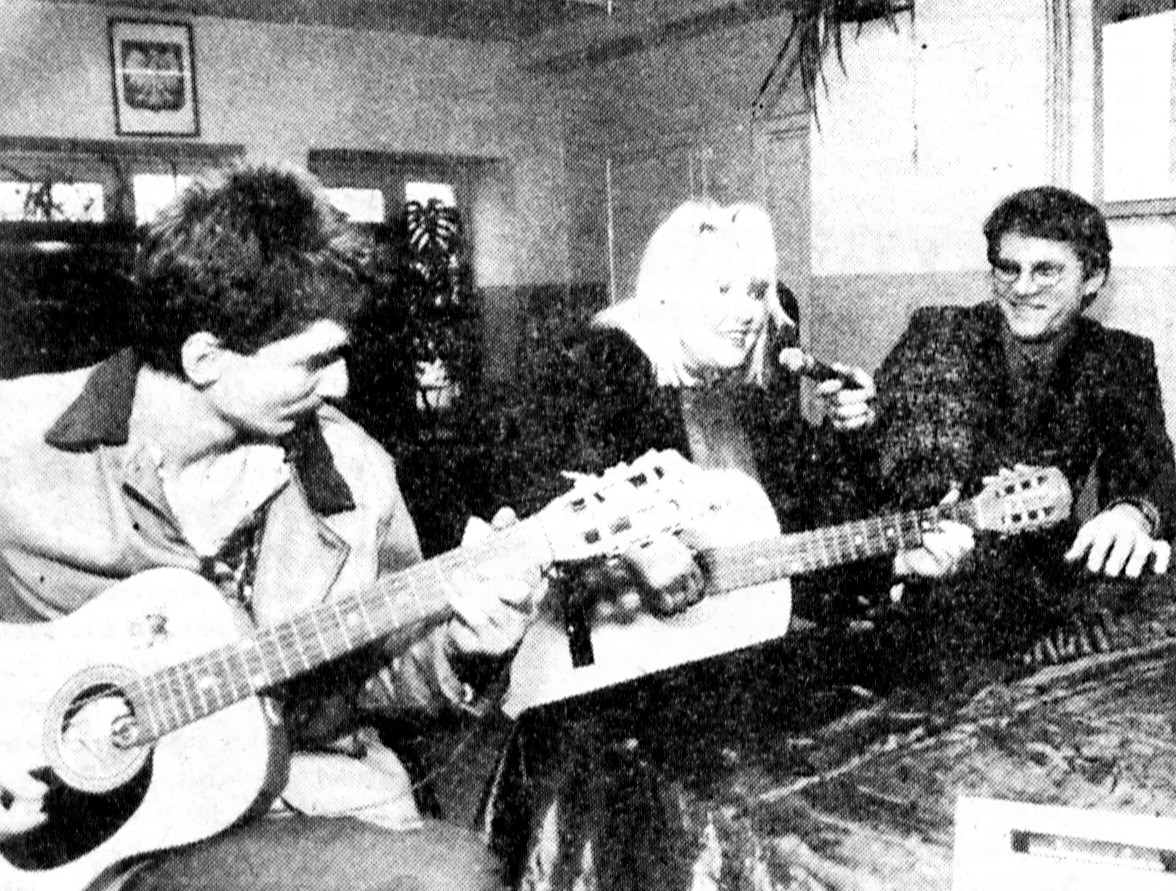
Rodowicz i Krzysztof Kolberger podczas występu w więzieniu przy ul. Kleczkowskiej we Wrocławiu, 1991

W 1993 wzięła udział w 31. KFPP w Opolu oraz w nagraniach telewizyjnych: Kabaretowa Lista Przebojów, Piosenki z butiku i Szansa na sukces. W 1994 wzięła udział w 32. KFPP w Opolu oraz nagrała album pt. Marysia biesiadna, który okazał się jej największym komercyjnym sukcesem w Polsce – uzyskał status podwójnie platynowej płyty, rozchodząc się w ponad ćwierćmilionowym nakładzie. W ramach promocji albumu Rodowicz zagrała koncert pt. „Marysia biesiadna” dla TV Kraków oraz cykl koncertów pod hasłem „Gala Piosenki Biesiadnej”. W tym samym roku otrzymała Nagrodę Artystyczną Polskiej Estrady „Prometeusz ’94”.
W 1995 nagrała album pt. Złota Maryla, który był nominowana do Fryderyka 1995 w kategorii album roku – muzyka tradycji i źródeł. Płytę promowała singlem „Dworzec”, który sprzedał się w nakładzie ponad 60 tysięcy sztuk. Z okazji wydania albumu przygotowała imprezę promocyjną w formie spektaklu teatralnego, który wyreżyserował Krzysztof Jasiński i prowadził Krzysztof Materna i wydała trzypłytową składankę przebojów pt. Antologia (wydawnictwo można było kupić w komplecie bądź każdą płytę osobno); za sprzedaż pierwszej część albumu w ponad 50 tys. egzemplarzy odebrała certyfikat złotej płyty. W tym samym roku wystąpiła na 33. KFPP w Opolu i na 35. festiwalu sopockim. W 1997 otrzymała nagrodę „Mateusz” dla „wybitnej osobowości rozrywkowej” przyznaną przez Program 3 Polskiego Radia, a także wydała dwupłytową kompilację pt. Tribute to Agnieszka Osiecka: Łatwopalni; składanka zawierała mniej znane piosenki Osieckiej nagrane przez Rodowicz oraz premierową piosenkę „Łatwopalni”, która została napisana ku pamięci zmarłej poetki przez Jacka Cygana i Roberta Jansona. Z utworem „Łatwopalni” po raz pierwszy w karierze dotarła do pierwszego miejsca na „Liście przebojów Programu Trzeciego”. W 1997 uczestniczyła także w 34. KFPP w Opolu w koncercie „Zielono mi” poświęconym Agnieszce Osieckiej, a także otrzymała „Super Wiktora” za całokształt twórczości telewizyjnej.
W 1998 wystąpiła w koncercie „Pamiętajcie o ogrodach” na 35. KFPP w Opolu oraz otrzymała Nagrodę Prezydenta Miasta Sopotu za całokształt twórczości na 37. festiwalu sopockim, a jej piosenka „Małgośka” została przebojem 35-lecia w plebiscycie „O!Polskie piosenki”. W tym samym roku wydała album pt. Przed zakrętem, który uzyskał status złotej płyty, rozchodząc się w nakładzie ponad 80 tys. egzemplarzy. Otrzymała za niego nominację do Fryderyka 1998 w kategorii album roku – pop. Płytę promowała przebojem „Bar przed zakrętem”. W 1999 zagrała trasę koncertową, która obejmowała występy w cyrkach w 10 miastach, a także wystąpiła w koncercie na Placu Czerwonym w Moskwie z okazji 750-lecia miasta. Zdobyła pierwsze miejsce wśród wokalistek w plebiscycie „Polityki” – „Piosenkarze, piosenkarki i zespoły XX wieku”, otrzymała nagrodę „Grubej Ryby” od Radia Kolor „za najbardziej zmysłowy głos”, tytuł najpopularniejszej piosenkarki w rankingu OBOP-u oraz Telekamerę dla najpopularniejszej wokalistki. 22 listopada wydała album pt. Karnawał 2000 z polskojęzycznymi wersjami największych latynoskich standardów; album promowała singlem „Czadu Maryla” (do melodii hitu „Maria” Ricky’ego Martina). Dzień przed premierą płyty zagrała koncert promocyjny na warszawskim Torwarze, którego reżyserem był Krzysztof Jasiński, choreografem – Agustin Egurrola, a sponsorem – Jan Kulczyk. Również w 1999 dołączyła do obsady serialu Polsatu Rodzina zastępcza, w którym przez kolejne 10 lat wcielała się w ciocię Ulę, urzędniczkę Ministerstwa Obrony Narodowej.

### Lata 2000–2009
W 2000 otrzymała Krzyż Komandorski Orderu Odrodzenia Polski, zagrała koncerty w Stanach Zjednoczonych oraz wzięła udział w nagraniach z chórem gospel w Los Angeles, a także wystąpiła w koncercie „Tyle słońca” w hołdzie Annie Jantar oraz w koncercie w Wadowicach z okazji 80. urodzin Jana Pawła II. Poza tym odbyła trasę koncertową „Niebieskie Lato z Marylą”, którą udokumentowano na pierwszym w jej karierze koncertowym albumie pt. Niebieska Maryla, który zyskał status złotej płyty za sprzedaż w ponad 35-tysięcznym nakładzie. W 2001 wydała płytę pt. 12 najpiękniejszych kolęd, którą była dołączana jako dodatek do magazynu „Pani Domu” oraz poprowadziła telewizyjne programy rozrywkowe: Tour de Maryla – Viva Italia! i Tour de Maryla – Ole!.
W 2002 koncertowała w Chicago i Nowym Jorku, a także wzięła udział w 40-leciu Festiwalu Piosenki Studenckiej w Krakowie i odebrała statuetkę „Gwiazdy Telewizji Polskiej” za „osobowość estradową” podczas koncertu galowego z okazji 50-lecia TVP, wydała płytę pt. Życie ładna rzecz oraz wystąpiła w koncercie charytatywnym I ty możesz zostać św. Mikołajem na Starym Rynku w Poznaniu i w koncercie Kolęda w Libanie dla polskich żołnierzy w Bazie Wojskowej ONZ w Libanie, a na koniec roku zaśpiewała w koncercie sylwestrowym Sylwester z Jedynką. 3 kwietnia 2003 wystąpiła w Moskwie na Kremlu. Wyruszyła w trasę koncertową promującą płytę pt. Życie ładna rzecz, a także wydała album dla fanów pt. Sowia Wola, który ukazał się w limitowanym nakładzie 35 egzemplarzy. W tym samym roku otrzymała Grand Prix na 40. KFPP w Opolu, a także Grand Prix za „całokształt działalności artystycznej” na 41. Studenckim Festiwalu Piosenki w Krakowie. W styczniu 2004 wydała album pt. Maryla Rodowicz i przyjaciele, która ukazał się w limitowanym nakładzie z okazji 85-lecia PKO BP. W tym samym roku odbyła trasę koncertową po Ameryce Północnej, wzięła udział w koncercie „Anioły Europy” na wrocławskim rynku z okazji wejścia Polski do Unii Europejskiej, zaśpiewała w koncercie poświęconym twórczości Seweryna Krajewskiego podczas 25. Przeglądu Piosenki Aktorskiej we Wrocławiu oraz w koncercie „Dwa kolory” na Starym Mieście we Wrocławiu z okazji Święta Barw Narodowych. Poza tym wystąpiła na koncertach charytatywnych na rzecz Fundacji Ewy Błaszczyk oraz Anny Dymnej oraz na Festiwalu Kultury Romów w Ciechocinku, a także na koncercie galowym siódmej edycji konkursu „Pamiętajmy o Osieckiej”. W październiku zdobyła nagrodę „Złoty Wołek” na koncercie z okazji 50. urodzin Jana Wołka i zagrała koncert w Sankt Petersburgu. W grudniu otrzymała od redakcji „Przeglądu Tygodniowego” nagrodę „Busola” za „osobowość, która nigdy nie daje wygrać sile przyzwyczajenia”, a także wzięła udział w koncercie transmitowanym przez Polskie Radio Program III ze Studia M im. Agnieszki Osieckiej, odebrała w Moskwie nagrodę Ministra Spraw Zagranicznych Rosji za działalność artystyczną i zasługi w zbliżeniu kultury polskiej i rosyjskiej oraz wydała drugi album dla fanów pt. Wola 2 – Hopsasa, który został wydany w 45 egzemplarzach.
W styczniu 2005 wzięła udział w finale Wielkiej Orkiestry Świątecznej Pomocy w Kutnie i nagrała z innymi wykonawcami charytatywny singiel „Pokonamy fale”, który powstał z myślą o ofiarach trzęsienia ziemi na Oceanie Indyjskim. W lutym wystąpiła w koncercie dobroczynnym Pokonamy fale, podczas którego zebrano pieniądze na rzecz programu Adopcja na odległość, a następnie wystąpiła w bazie wojskowej w Diwanii; generał dywizji Andrzej Ekiert przyjął Rodowicz w poczet żołnierzy pełniących służbę w składzie Polskiego Kontyngentu Wojskowego w Iraku. W maju cztery jej piosenki – „Niech żyje bal”, „Sing-Sing”, „Mówiły mu” i „Małgośka” – zajęły cztery pierwsze miejsca w czterech zaproponowanych przez organizatorów kategoriach plebiscytu Programu I Polskiego Radia „80/80” (80 przebojów na 80-lecie Polskiego Radia), a w czerwcu otrzymała Honorowy Złoty Mikrofon Polskiego Radia na 42. KFPP w Opolu. Między 25 czerwca a 25 sierpnia zagrała 18 koncertów w ramach trasy „Magiczne Lato z Radiem 2005”. We wrześniu zagrała recital na 42. festiwalu sopockim i wydała album pt. Kochać, na który nagrała piosenki z tekstami autorstwa Katarzyny Nosowskiej; za sprzedaż albumu uzyskała certyfikat złotej płyty. W tym samym roku wydała też kolejng album dla fanów – Maryla Voila! Hopsasa. 31 grudnia uświetniła występem koncert sylwestrowy TVP2 Sylwester pod Dobrą Gwiazdą we Wrocławiu.
W 2006 nagrała piosenkę „Za Janasa” z okazji XVIII Mistrzostw Świata w Piłce Nożnej, zasiadła w komisji jurorskiej programu Piosenka dla Europy 2006 oraz wystąpiła w katowickim „Spodku” w koncercie charytatywnym Jesteśmy z wami na rzecz ofiar katastrofy budowlanej na Śląsku. Ponadto wydała album dla fanów pt. Wola 4a, który ukazał się w limitowanym nakładzie 65 sztuk, a w czerwcu odebrała Superjedynkę dla wykonawcy roku na 43. KFPP w Opolu. 27 sierpnia zagrała w koncercie inaugurującym czwartą edycję programu Podziel się posiłkiem transmitowanym w telewizji Polsat. We wrześniu zaśpiewała podczas koncertu wspomnień 43. festiwalu sopockiego i dostała platynową płytę za album pt. Kochać (za sprzedaż 50 tys. egzemplarzy płyty). Również w 2006 odebrała tytuł „Artystki Bez Granic” oraz nagrodę TV Polonia, a także nagrała tytułowy utwór na potrzeby ścieżki dźwiękowej do serialu TVP Dwie strony medalu oraz wystąpiła podczas koncertu inaugurującego 15. edycję akcji „I ty możesz zostać świętym Mikołajem” w Kwidzynie, koncertu Wystarczy chcieć Fundacji Polsat i telewizyjnych koncertów bożonarodzeniowych: „Święta, święta” w bazylice Najświętszego Serca Jezusowego w Warszawie i „Kolęda w Polsacie” w kościele pod wezwaniem św. Zygmunta w Słomczynie. Z okazji 10-lecia istnienia Fundacji Polsat wzięła udział w nagraniu singla „Wystarczy chcieć”, który wspólnie z nią wykonali też: Edyta Górniak, Mietek Szcześniak, Grzegorz Markowski, Natalia Kukulska i Kayah. 31 grudnia wystąpiła podczas koncertu sylwestrowego telewizji Polsat na krakowskim Rynku Głównym.

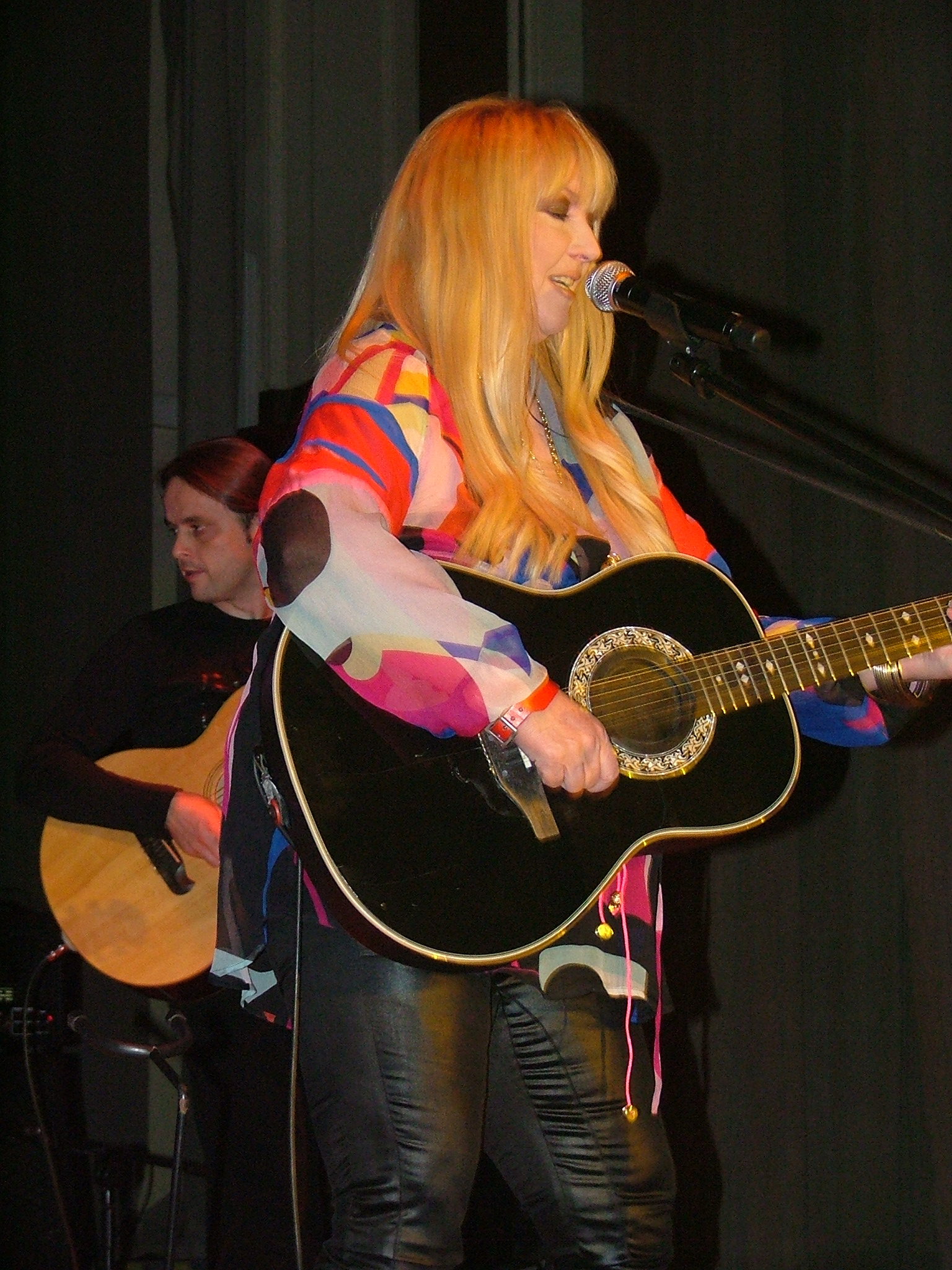
Rodowicz (2007)

W styczniu 2007 nagrała piosenkę „Przyjaciel” w duecie z Rafałem Olbrychskim oraz wystąpiła w kampanii reklamowej RMF FM Najlepsza muzyka na Karnawał. Poza tym wydała w limitowanym nakładzie 100 egzemplarzy album koncertowy pt. Wola na 5, zrealizowany podczas koncertu w Teatrze Polskim, wystąpiła w koncercie „TOP” podczas festiwalu TOPtrendy 2007, zaśpiewała utwór „Nie spoczniemy” w koncercie dla Seweryna Krajewskiego „Niebo z moich stron” na 44. KFPP w Opolu, wzięła udział w letniej trasie koncertowej RMF FM: Muzyka najlepsza pod słońcem i zajęła pierwsze miejsce w sondażu TNS OBOP dotyczącego artystów prezentujących najwyższy poziom artystyczny w Polsce. W styczniu 2008 odmówiła przyjęcia nagrody Złotego Fryderyka za całokształt twórczości, tłumacząc decyzję „dezaprobatą wobec kryteriów, jakimi kieruje się kapituła nagrody, jak i wobec samego składu tejże kapituły”. W lutym zasiadła w komisji jurorskiej programu Piosenka dla Europy 2008. W maju wydała album pt. Jest cudnie (zawierający utwory akustyczne i folkowe, czym nawiązała do początków swojej kariery), który w dniu premiery osiągnął status złotej, a po trzech tygodniach sprzedaży – status platynowej płyty (za ponad 30 tys. sprzedanych egzemplarzy); album nieoficjalnie osiągnął diamentowy nakład 150 tys. egzemplarzy, choć ponad 100 tys. sztuk dołączono w listopadzie po kilkakrotnie niższej cenie do dziennika „Gazeta Wyborcza”, czego nie liczy się w certyfikacji płyt. W ramach promocji albumu Rodowicz wystąpiła z recitalem Maryla Show na 45. KFPP w Opolu. We wrześniu była jedną z jurorek w konkursie o nagrodę Bursztynowego Słowika podczas 44. festiwalu sopockiego. W grudniu wydała album koncertowy, który dołączono do reedycji płyty pt. Jest cudnie, zawierającej ponadto dwa premierowe nagrania, ponadto uczestniczyła w świątecznym odcinku teleturnieju TVP1 Jaka to melodia?.
Wiosną 2008 była jurorką pierwszej edycji programu rozrywkowego Polsatu Gwiezdny cyrk oraz wystąpiła w spocie promocyjnym Radia Złote Przeboje. W maju była nominowana do nagrody Wiktora dla gwiazdy piosenki i estrady. W okresie wakacyjnym zagrała minirecital podczas festiwalu TOPtrendy, została nominowana do Róż „Gali” w kategorii „Piękni zawsze”, wystąpiła w ramach ogólnopolskiej trasy koncertowej RMF FM: Muzyka najlepsza pod słońcem w Lidzbarku Warmińskim oraz uczestniczyła w 5. Festiwalu Kultury Żydowskiej „Warszawa Singera”. 13 października premierę miał album pt. Nasza niepodległa zawierający utwory patriotyczne, w tym m.in. piosenkę nagraną przez Rodowicz. W tym samym roku była nominowana przez Polską Akademię Muzyczną w Londynie do nagród w ramach plebiscytu „PAM Awards 2008” w kategoriach: solistka roku, piosenka roku („Jest cudnie”) i album roku pop/dance (Jest cudnie).
W lutym 2009 wydała album dla fanów pt. Pro-Fanacja (Swa-Wola 6), który wydała w nakładzie 65 egzemplarzy i na którym umieściła swoje wybrane piosenki z lat 70. i 80. XX wieku. W kwietniu została nominowana do Superjedynek w trzech kategoriach: artysta roku, płyta roku i przebój roku. W maju zwyciężyła z piosenką „Ech mała” (utwór zdobył ponad 40% głosów) w plebiscycie Maj Polskiej Piosenki stworzonym przez radiową „Jedynkę”. Również w maju odmówiła występu na 46. KFPP w Opolu, ponieważ organizatorzy nie zgodzili się na jej występ w duecie z Dodą. W czerwcu zajęła pierwsze miejsce w raporcie Celebrity Monitor, na osobę, która najbardziej z polskich „celebrytów” zasługuje na miano gwiazdy (zdobyła 68,6% głosów). 26 czerwca wystąpiła w koncercie „Top” na festiwalu TOPtrendy 2009, a także gościnnie w koncercie jubileuszowym zespołu Golec uOrkiestra. W lipcu była jedną z gwiazd koncertu Gwiazdy dla Country w Mrągowie, a w sierpniu – koncertu ku czci Czesława Niemena w ramach Sopot Festival 2008. W grudniu 2009 wystąpiła w świątecznym spocie promocyjnym TVP2. 31 grudnia wystąpiła podczas koncertu sylwestrowego TVP2 na Placu Wolności w Łodzi, gdzie zaśpiewała recital w duecie z Dodą.

### Lata 2010–2019
W 2010 wydała kolejny album dla fanów pt. Seventh Vol.: Samo-Wola, który ukazał się w nakładzie 120 egzemplarzy. 27 lutego była jedną z gwiazd koncertu z okazji jubileuszu 20-lecia radia RMF FM. Wiosną 2010 wystąpiła w kampanii reklamowej producenta lodów Koral. 23 października wystąpiła w koncercie Jedyna taka Dwójka – 40. urodziny z okazji jubileuszu 40-lecia TVP2. 19 listopada wydała pop-jazzowy album pt. 50, za który kilka miesięcy później otrzymała certyfikat platynowej płyty. 31 grudnia wystąpiła podczas sylwestrowego koncertu TVP „Sylwester z Dwójką – Imperium gwiazd” we Wrocławiu. 3 czerwca 2011 wystąpiła na festiwalu TOPtrendy w Sopocie, zajmując piąte miejsce w konkursie „Top” za sprzedaż płyty pt. 50. 10 czerwca wystąpiła 48. KFPP w Opolu, na którym odebrała Superjedynkę w kategorii Superpłyta (za płytę pt. 50) oraz Superjedynkę Superjedynek za najlepszy festiwalowy występ. Latem brała udział w plebiscycie „My YouTube”, w którym uplasowała się poza czołową piątką najpopularniejszych polskich artystów w serwisie YouTube. 20 sierpnia zagrała koncert w Elblągu w ramach trasy RMF FM: Muzyka najlepsza pod słońcem. 25 listopada wydała album pt. Buty 2, zawierający piosenki z premierowymi tekstami Agnieszki Osieckiej. Za płytę odebrała platynowy certyfikat. W grudniu wystąpiła w koncercie z okazji 15-lecia działalności Fundacji Polsat oraz w koncercie Cała Polska śpiewa Kolędy organizowanym w Gdańsku przez Radio Plus i TVP1, a 31 grudnia uświetniła występem koncert Polsatu Sylwestrowa noc przebojów w Warszawie.

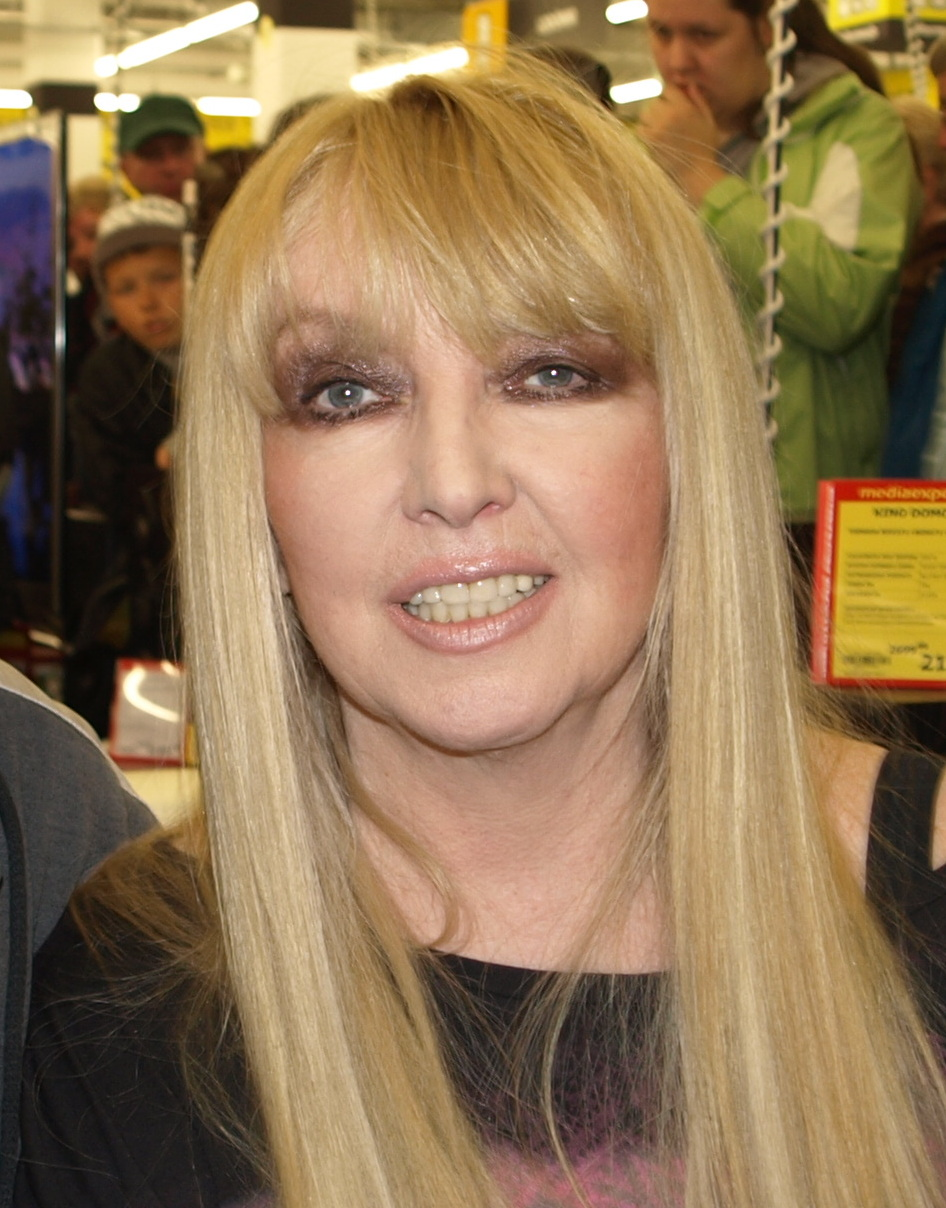
Rodowicz (2012)

W 2012 z utworem „Dalej Orły” zajęła trzecie miejsce w konkursie „Moja Piosenka na Euro 2012” organizowanym przed rozpoczęciem Mistrzostw Europy w Piłce Nożnej oraz wystartowała w plebiscycie na oficjalny hymn reprezentacji Polski w piłce nożnej. Była też nominowana do nagrody Wiktora 2011 w kategorii „gwiazda piosenki i estrady”. 30 marca zagrała drugoplanową rolę w sztuce Trójka do potęgi w reż. Wojciecha Malajkata, powstałej w ramach 50-lecia działalności Programu Trzeciego Polskiego Radia. 25 maja wystąpiła w koncercie „Top” w ramach festiwalu TOPtrendy 2012, na którym zagrała również jubileuszowy recital pt. „Czterdziestolecie Małgośki”. Była jedną z artystek biorących udział w trasie Lata z radiem. 11 listopada zaśpiewała podczas koncertu Śpiewnik Polaka – pieśni patriotyczne i żołnierskie, organizowanego przez TVP z okazji 94. rocznicy odzyskania niepodległości przez Polskę, a 18 grudnia – podczas koncertu jubileuszowego z okazji 20-lecia działalności telewizji Polsat. 31 grudnia uświetniła występem koncert Sylwester z Dwójką we Wrocławiu.
W 2013 z piosenką „Futbol” znalazła się na piątym miejscu listy „10 największych przebojów nagranych z myślą o piłkarskich Mistrzostwach Świata” sporządzonej przez amerykański magazyn Billboard. 14 czerwca utworem „Wariatka tańczy” otworzyła koncert „SingSing – SuperDebiuty z Marylą!” w ramach 50. KFPP w Opolu, w którym debiutanci wykonywali jej największe przeboje. Tego dnia odebrała również nagrodę „Super Expressu” za największy przebój Festiwalu w Opolu („Niech żyje bal”), a dzień później wystąpiła na festiwalowym koncercie pt. „Opole! Kocham Cię!” z piosenkami „Rozmowa przez ocean”, „Bardzo smutna piosenka”, „Wielka woda” i „Niech żyje bal”. Była także jedną z gwiazd tras koncertowych: Lata z Radiem Polskiego Radia i Złote Przeboje na wakacjach Radia Złote Przeboje. 12 listopada wystąpiła podczas jubileuszowego koncertu z okazji 10-lecia działalności dziennika „Fakt”. 25 listopada odebrała nagrodę Różę „Gali” w kategorii „muzyka”. 31 grudnia wywołała ogólnopolską sensację, występując w kreacji ze sztucznym biustem na koncercie sylwestrowym Polsatu organizowanym na Skwerze Kościuszki w Gdyni.

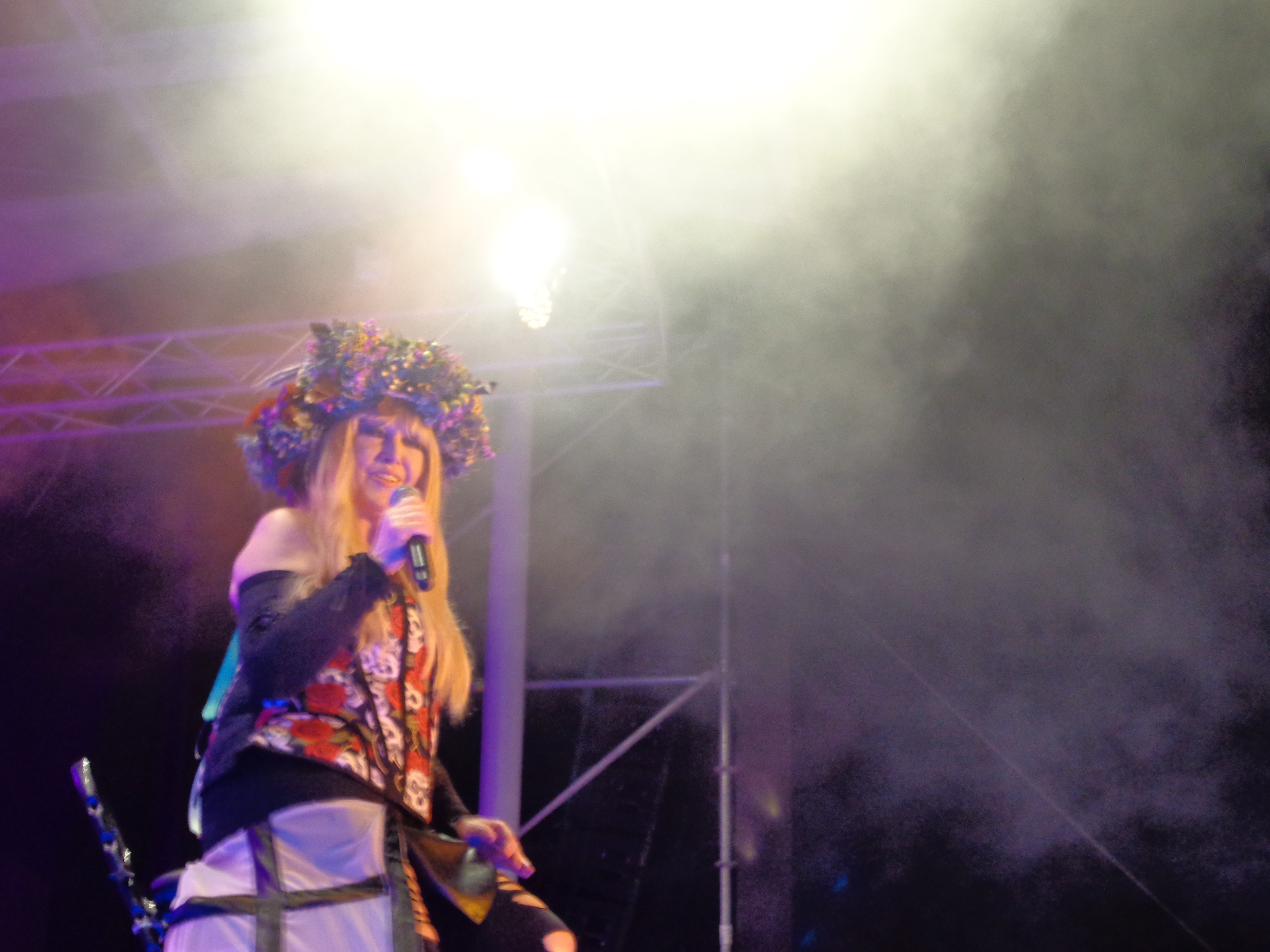
Rodowicz podczas koncertu z okazji XIX Europejskiego Festiwalu Gwiazd w Międzyzdrojach (2014)

9 kwietnia 2014 zaprezentowała utwór „I warto czekać”, który nagrała z dedykacją dla Ukraińców w związku z napiętą sytuacją w kraju. Jesienią wystąpiła jako gość muzyczny w finale piątej edycji programu TVP2 The Voice of Poland, gdzie wraz z Aleksandrą Nizio wykonała utwór „Wielka woda”. Również w 2014 gościnnie wystąpiła w charakterze jurorki w jednym z odcinków programu TVP1 SuperSTARcie. W lutym 2015 zajęła 11. miejsce w plebiscycie radia RMF FM na „artystę 25-lecia”. Latem ponownie wystąpiła w trasie Lata z radiem. 7 i 8 czerwca wystąpiła podczas 51. KFPP w Opolu. 13 czerwca 2015 wzięła udział z piosenką „Pełnia”, którą nagrała w duecie z producentem muzycznym Donatanem, w koncercie „SuperPremier” podczas 52. KFPP w Opolu, na którym odebrała także festiwalową nagrodę specjalną, SuperJedynkę – The SuperOne Of Poland. Jesienią 2015 wystąpiła gościnnie w finałowym odcinku czwartej edycji programu Polsatu Twoja twarz brzmi znajomo. 5 czerwca 2016 wykonała piosenkę „Niech żyje bal” podczas koncertu „Grand Prix Publiczności – Złote Opole” w ramach 53. KFPP w Opolu. 31 grudnia uświetniła występem koncert plenerowy Sylwester z Dwójką, wykonując przebój zespołu Akcent „Przez Twe oczy zielone” w duecie z Zenonem Martyniukiem.
W 2017 obchodziła 50-lecie kariery artystycznej, czemu towarzyszył ogólnopolski skandal; w czerwcu miała świętować jubileusz podczas recitalu w ramach 54. KFPP w Opolu, jednak występ nie doszedł do skutku z powodu bojkotu festiwalu przez innych artystów, co było odpowiedzią na rzekome zablokowanie występu Kayah podczas koncertu, a zakończyło – odwołaniem festiwalu i przeniesieniem go na wrzesień. Koncert pt. „Wariatka tańczy – 50 lat na scenie. Jubileusz Maryli Rodowicz” odbył się 15 września 2017 w trakcie pierwszego dnia festiwalowego 54. KFPP w Opolu. Tego samego dnia Rodowicz wydała album pt. Ach świecie..., który zdobył status złotej płyty za sprzedaż w ponad 15-tysięcznym nakładzie. Wydawnictwo promowała singlami „Hello” i „W sumie nie jest źle”, do którego zrealizowała teledysk. W marcu 2018 przewodniczyła komisji jurorskiej w finale Krajowych Eliminacji do 63. Konkursu Piosenki Eurowizji.
W marcu 2019 wydała singel „Wiosna”. 14 maja wykonała w duecie z Dawidem Kwiatkowskim piosenkę „Shallow” w programie śniadaniowym TVP2 Pytanie na śniadanie; ich występ był szeroko krytykowany w mediach.

### Od 2020
W 2020 uczestniczyła w akcji Hot16Challenge, odpowiadając na nominację od prezydenta RP Andrzeja Dudy. W czerwcu 2021 została wydana streamingowa reedycja singla Rodowicz „Envy”. W sierpniu została ogłoszona przez Telewizję Polską trenerką trzeciej edycji programu TVP2 The Voice Senior. 22 października premierę miał singiel „Dalej”, który nagrała z Cleo. Do utworu powstał teledysk pt. „Dalej / Neony”.
W 2024 zapowiedziała wydanie albumu Niech żyje bal z nowymi wersjami swoich utworów, nagranymi w duetach. Pierwszy promujący go singel, „Sing-Sing” z udziałem Mroza, dotarł do 9. miejsca notowania airplay OLiA. 16 maja 2025 Mata wydał singel „To tylko wiosna”, nagrany z jej gościnnym udziałem. Nagranie dotarło na 2. miejsca notowania OLiS – single w streamie najpopularniejszych utworów w serwisach strumieniowych w Polsce.

## Charakterystyka muzyczna i inspiracje
Karierę muzyczną zaczynała w bigbitowym zespole Szejtany, który grał przeboje z repertuaru brytyjskich grup The Animals, The Beatles i The Hollies, a następnie także i Boba Dylana. Solowo debiutowała z materiałem akustycznym. Początkowo wykonywała głównie ballady, z czasem zaczęła nagrywać albumy jazzowe i soulowe, a do repertuaru dodała m.in. utwory o charakterze kabaretowym i zawierające brzmienia ludowe.
Wśród swoich muzycznych inspiracji wymienia artystów, takich jak Stevie Wonder, Pointer Sisters, Miles Davis czy Aerosmith.

## Wizerunek
Jest jedną ze „100 najcenniejszych gwiazd polskiego show-biznesu” według danych magazynu „Forbes Polska”; jej wizerunek został wyceniony przez reklamodawców na: 436 tys. zł w 2008 (19. miejsce), 385 tys. zł w 2010 (55. miejsce), 485,5 tys. zł w 2012 (26. miejsce) i 446,5 tys. zł w 2013 (32. miejsce).

### Styl

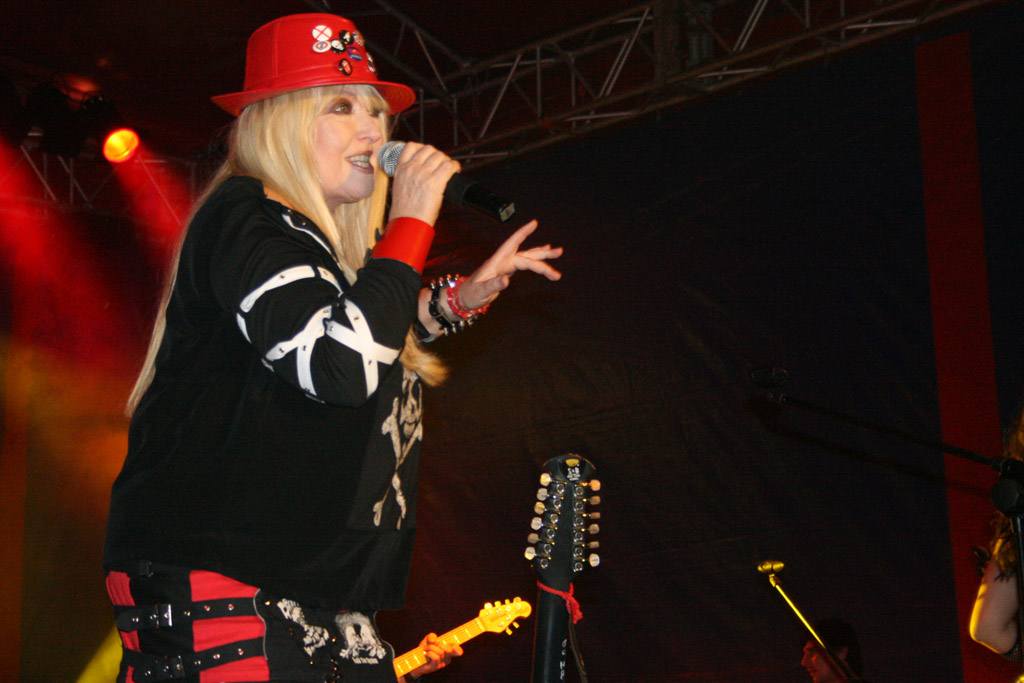
Rodowicz w trakcie koncertu, 2007

Styl ubierania się wokalistki jest szeroko komentowany w mediach; określany jako „ekscentryczny”, „niepowtarzalny” i „kolorowy”, ale i „obciachowy”. Sama Rodowicz opisuje swój wizerunek sceniczny jako „oryginalny” i podkreśla, że najważniejszym atrybutem jej strojów scenicznych jest to, że są prowokacyjne i seksowne.
W 1977 otrzymała nagrodę „Złota Ręka” przyznawaną przez redakcję „Przekroju” za „najwybitniejsze osiągnięcia roku w dziedzinie mody i kostiumologii”.

### Działalność charytatywna
23 marca 2013 odebrała w Kijowie tytuł „Człowieka Roku 2012”. Zaangażowała się w kampanię społeczną Fundacji Polsat „Wystarczy chcieć” (2008), akcję „Tak dla polskiej muzyki!” (2010), kampanię społeczną „Policzmy się” wspierającą osoby z chorobą nowotworową i akcję „Choinki Jedynki” (2013).

### Procesy sądowe
W 2003 Aleksandra Przymanowska wniosła do sądu wniosek o odszkodowanie w wysokości 130 tys. złotych za naruszenie praw autorskich, którego miała dopuścić się Rodowicz, wykorzystując bez wiedzy i zgody powódki fragmenty serialu Czterej pancerni i pies w teledysku do piosenki „Marusia” z 2002. W 2007 Sąd Okręgowy w Warszawie orzekł, że piosenkarka miała prawo wykorzystać fragmenty produkcji, ponieważ uzyskała odpowiednie pozwolenie od TVP, spadkobiercy prawnego producenta serialu. W 2008 wyrok został uchylony przez Sąd Apelacyjny w Warszawie, który w 2010 oddalił pozew przeciwko Rodowicz. W październiku 2011 jednak narzucił piosenkarce karę finansową w wysokości 37 tys. zł na rzecz Aleksandry Przymanowskiej.

## Wpływ na popkulturę
Pozostaje jedną z najpopularniejszych i najwybitniejszych piosenkarek w historii polskiej muzyki rozrywkowej. Uważana jest za ikonę polskiej muzyki rozrywkowej, największą gwiazdę polskiego show-biznesu i za jedną z najsilniejszych marek mediowych w Polsce. Często nazywana jest „królową polskiej piosenki”.
Na rynku ukazały się jej cztery książki autobiograficzne: „Niech żyje bal” (1992), „Wariatka tańczy” (2013), „Maryla. Życie Marii Antoniny” (2014) i „Maryla. Królowa jest tylko jedna” (2015). Wywiad z nią został opublikowany również w książce Tomasza Raczka „Karuzela z madonnami” (2003).
W 1969 była bohaterką filmu telewizyjnego pt. Ballada wagonowa. W 1981 była bohaterką cyklu programów telewizyjnych Maryli Rodowicz podróże po podwórzach.
Została sparodiowana w Rozmowach w tłoku, końcowej części programu Szymon Majewski Show, gdzie w jej rolę wcielił się Sebastian Olejniczak, nieoficjalny sobowtór artystki, który występuje pod pseudonimem „Druga Maryla”. Ponadto w postać Rodowicz wcieliło się kilku uczestników programu rozrywkowego Polsatu Twoja twarz brzmi znajomo.
Wizerunek Rodowicz został wykorzystany przez markę „Marylove” produkującą ubrania i gadżety poświęcone artystce.
W 2018 w Bibliotece Narodowej w Warszawie otwarto wystawę „Wszystkie Małgośki świata” będącą zbiorem pamiątek i stylizacji scenicznych Rodowicz.
25 grudnia 2021 premierę miał film dokumentalny o życiu i karierze Rodowicz pt. Maryla. Tak kochałam, którego producentem była Telewizja Polska.
W styczniu 2022 zapowiedziała prace nad musicalem Maryla.

## Życie prywatne

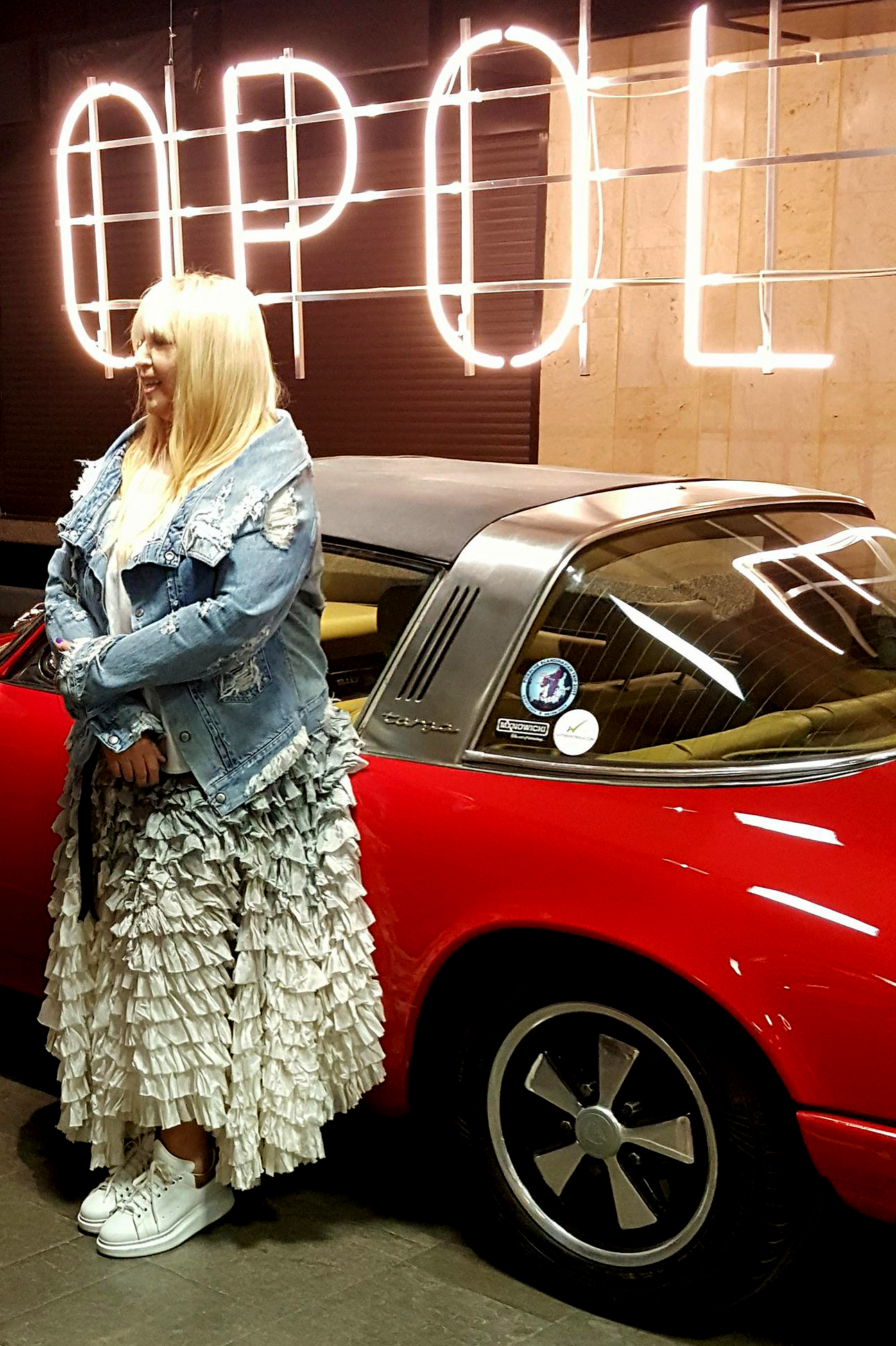
Rodowicz przy Porsche 911 na finisażu wystawy „Wszystkie Małgośki świata” w Bibliotece Narodowej (2018)

Z lat szkoły średniej wspomina, nie podając ich nazwisk, kolegów klasowych: Wojciecha, syna dyrektora banku, i Zbyszka, syna ginekologa. Później pozostawała w nieformalnym związku z gitarzystą Grzegorzem Pietrzykiem. Była zaręczona z czeskim producentem muzycznym Františkiem Janečkiem, z którym rozstała się w czerwcu 1971. Następnie spotykała się z fotografem Krzysztofem Gierałtowskim, po czym przez trzy lata pozostawała w nieformalnym związku z aktorem Danielem Olbrychskim, który wówczas był mężem Moniki Dzienisiewicz. Ich związek uchodził za jeden z najsłynniejszych romansów Polski lat 70. W trakcie związku z Olbrychskim nawiązała przelotny romans z kierowcą rajdowym Andrzejem Jaroszewiczem. Następnie przez siedem lat była związana z aktorem Krzysztofem Jasińskim, z którym ma dwoje dzieci: Jana (ur. 1979) i Katarzynę (ur. 1982). W 1989 poślubiła przedsiębiorcę Andrzeja Dużyńskiego, producenta nakrętek na plastikowe butelki, z którym ma syna Jędrzeja (ur. 1987). Świadkami ich ślubu byli Agnieszka Osiecka i Seweryn Krajewski. Od 2016 małżeństwo pozostawało w separacji, a w 2021 sąd orzekł o ich rozwodzie.
W latach 2003–2006 zasiadała w Radzie Nadzorczej Fundacji Okularnicy.
Jest pasjonatką samochodów marki Porsche. Jej pierwszy samochód tej marki można oglądać w muzeum motoryzacji w Otrębusach. Przez wiele lat jeździła czerwonym porsche 911 Carrera.
Jest kibicem piłki nożnej. 4 września 2010 została oficjalną przyjaciółką Euro 2012. Wielokrotnie wypowiadała się publicznie o grze m.in. piłkarzy reprezentacji Polski.
Wielokrotnie otrzymywała propozycje bycia jurorką w programach Bitwa na głosy i The Voice of Poland, ale ich nie przyjęła. Kilkukrotnie odrzuciła też zaproszenia do udziału w programie Dancing with the Stars. Taniec z gwiazdami, co tłumaczyła brakiem czasu.

## Dorobek artystyczny

### Muzyka
Albumy studyjne
- Żyj mój świecie (1970)
- Wyznanie (1972)
- Maryla Rodowiczová (1972, Czechosłowacja)
- Rok (1974)
- Maryla Rodowicz (1974, Niemcy Wschodnie)
- Sing-Sing (1976)
- Wsiąść do pociągu (1978)
- Cyrk nocą (1979)
- Święty spokój (1981)
- Марыля Родович (1983, Związek Radziecki)
- Był sobie król (1984)
- Gejsza nocy (1986)
- Polska Madonna (1987)
- Absolutnie nic (1991)
- Marysia biesiadna (1994)
- Złota Maryla (1995)
- Przed zakrętem (1998)
- Karnawał 2000 (1999)
- Życie ładna rzecz (2002)
- Kochać (2005)
- Jest cudnie (2008)
- 50 (2010)
- Buty 2 (2011)
- Ach świecie… (2017)

### Filmografia
Źródło:

#### Filmy
| Rok  | Tytuł                            | Rola                      | Dodatkowe informacje             |
| ---- | -------------------------------- | ------------------------- | -------------------------------- |
| 1968 | Kulig                            | ona sama                  |                                  |
| 1970 | Mały                             | ona sama                  |                                  |
| 1977 | Hak                              | ona sama                  |                                  |
| 1980 | Pozłacany warkocz                | ona sama                  | przedstawienie telewizyjne       |
| 1988 | Pan Kleks w kosmosie             | Linella Carmello de Bazar |                                  |
| 1995 | Dzieje mistrza Twardowskiego     | Agnieszka                 |                                  |
| 1996 | Maryla                           | ona sama                  | film dokumentalny                |
| 2009 | Prawdziwa historia Kota w Butach | Królowa                   | dubbing w wersji polskojęzycznej |
| 2021 | Maryla. Tak kochałam             | ona sama                  | film dokumentalny                |

#### Seriale
| Rok       | Tytuł                    | Rola     | Dodatkowe informacje                                            |
| --------- | ------------------------ | -------- | --------------------------------------------------------------- |
| 1999–2009 | Rodzina zastępcza        | Urszula  | 98 odcinków                                                     |
| 1999      | Klan                     | ona sama | odcinek 291                                                     |
| 2009      | Niania                   | ona sama | odcinek „Pierwsza randka”                                       |
| 2011      | SpongeBob Kanciastoporty | Wiedźma  | odcinek „Przekleństwo klątwy”; dubbing w wersji polskojęzycznej |

### Teatr
Źródło:
| Rok  | Tytuł                                   | Rola       | Teatr                                            |
| ---- | --------------------------------------- | ---------- | ------------------------------------------------ |
| 1977 | Szalona lokomotywa                      | Hilda      | Teatr STU w Krakowie                             |
| 1982 | Karnawałowe upominki                    | nieznana   | Sala Kongresowa w Warszawie                      |
| 1991 | Krakowiacy i Górale, czyli cud mniemany | Dorota     | Opera Wrocławska we Wrocławiu                    |
| 1994 | Królewna Śnieżka i krasnoludki          | Gburek     | Teatr Komedia w Warszawie                        |
| 1999 | Cud mniemany, czyli Krakowiacy i Górale | Dorota     | Teatr Wielki im. Stanisława Moniuszki w Poznaniu |
| 2012 | Trójka do potęgi                        | rola niema | Teatr Syrena w Warszawie                         |

### Książki
Źródło:
- Niech żyje bal (Dom Wydawniczy Szczepan Szymański sp. z o.o., Warszawa 1992, ISBN 83-85606-01-7);
- Wariatka tańczy (współautor: Jarosław Szubrycht; G+J Gruner + Jahr Polska Sp. z o.o. & Co., Warszawa 2013, ISBN 978-83-7778-592-8);
- Maryla. Życie Marii Antoniny (współautor: Maria Szabłowska; Burda Publishing Polska Sp. z o.o. Spółka Komandytowa, Warszawa 2014, ISBN 978-83-7778-699-4);
- Maryla. Królowa jest tylko jedna (współautor: Maria Szabłowska; Burda Publishing Polska Sp. z o.o. Spółka Komandytowa, Warszawa 2015, ISBN 978-83-7778-708-3).

## Odznaczenia
- Złoty Krzyż Zasługi (1974)[97]
- Krzyż Kawalerski Orderu Odrodzenia Polski (1979)[115]
- Krzyż Komandorski Orderu Odrodzenia Polski (2000)[161]
- Złoty Medal „Zasłużony Kulturze Gloria Artis” (2005)
- Perła Honorowa w kategorii kultura (2012)[358]
- Honorowe obywatelstwo miasta Opola (2014)
- Honorowe obywatelstwo miasta Zielonej Góry (2021)